# 黄康
黄康（1909年9月12日—1995年11月20日），曾用名黄会斋，广东万州龙滚镇仁造村（现万宁市）人，中华人民共和国政治人物。

## 生平
1923年，早年因家贫去南洋谋生，当海员、洋务工人。1925年，在海外参加共产党领导的工人学校读书班学习同时参加赤色工会等，期间参加五卅运动沙基惨案、省港大罢工等斗争。1927年2月加入中国共产主义青年团，1929年加入中国共产党。1931年，返回上海，参加抗日后援会支援十九路军淞沪抗战。1932年，被中共中央派到莫斯科国际列宁学校学习，1935年返回上海从事地下工作。1937年春，转移到闽西南游击区，任漳州中心县委组织部长，闽西南特委宣传部副部长。1941年，调任广东省粤北区委宣传部部长。抗日战争结束后，1946年1月，受中共中央南方局委派，返回海南岛工作，携带电台恢复海南党组织与中央联系。1947年，出任中共琼崖区党委常委、宣传部长，出版《新民主报》。6月，出任琼崖中共北区地委书记。1949年5月，担任琼崖纵队副政委兼政治部主任。
中国人民解放军攻占海南岛后，他出任海南军区副政委兼政治部主任。1950年，调往华南军区任政治部秘书长。1953年，转任粤西行署主任，后任广东省委组织部副部长兼党校校长。1957年，任中共海南区党委书记兼行署主任任。1958年，被打成“地方主义”头子，与冯白驹一同被打击，同年下放到番禺县万顷沙珠江农场挂职副场长。1962年，调回广东省农垦厅任副厅长。文化大革命期间受到迫害，之后重新起用担任中共广东省委统战部副部长。1979年12月，任第四届广东省政协副主席。1983年4月，连任第五届广东省政协副主席。1985年5月，辞去职位退休。1995年11月20日，在广州逝世。